# 이브닝 스탠더드

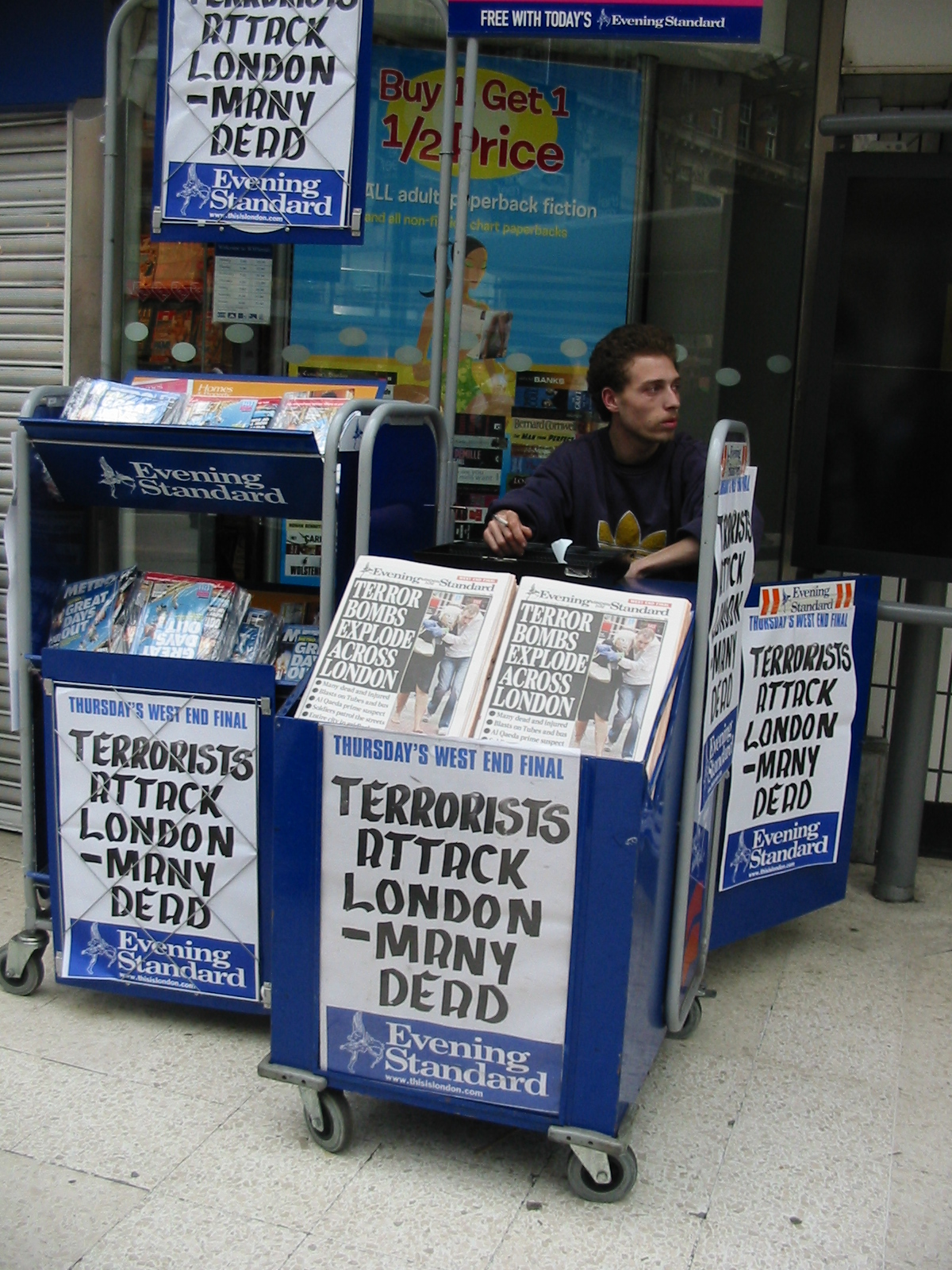
런던 폭탄 테러 사건 당일인 2005년 7월 7일, 《런던 이브닝 스탠더드》의 헤드라인. 워털루 역에서 촬영

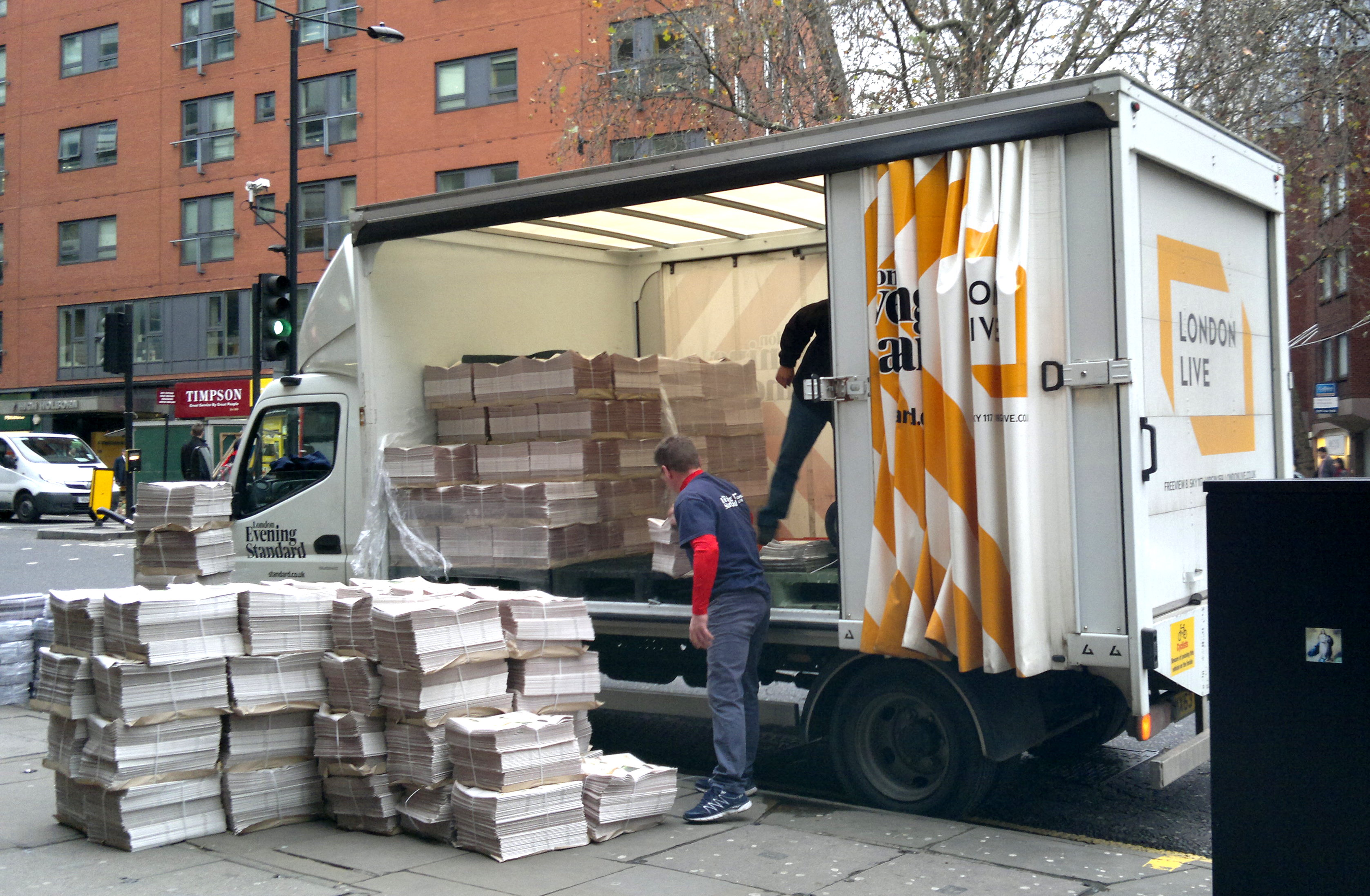
2014년 11월 홀본의 챈서리 레인 역에 정차된 트럭에서 내려지고 있는 《런던 이브닝 스탠더드》.

《런던 이브닝 스탠더드》(London Evening Standard)는 런던에서 월요일에서 금요일까지 타블로이드판으로 발행되는 지역 무료 일간지이다. 2009년 5월까지는 간단하게 《이브닝 스탠더드》(Evening Standard)였다.
《런던 이브닝 스탠더드》는 런던과 인근 지역을 대상으로 국내외 뉴스와 시티오브런던의 금융을 보도하는 우세적인 지역 석간신문이다. 2009년 10월, 《런던 이브닝 스탠더드》는 사업 계획 변경의 일부로 발행부수를 두 배로 늘리면서, 180년간의 유료발행 역사를 마무리하고 무가지가 되었다.

## 역사
《런던 이브닝 스탠더드》는 법정변호사였던 스탠리 리즈 길퍼드가 《스탠더드》 (Standard)라는 이름으로 1827년 5월 21일 창간했다. 초창기 소유주는 찰스 벌드윈 (Charles Baldwin)이었다. 제임스 존스턴의 소유 하에 《스탠더드》는 1857년 6월 29일부터 조간신문이 되었다. 《이브닝 스탠더드》는 1859년 6월 11일부터 발행되었다. 《스탠더드》는 상세한 외국 소식, 특히 남북 전쟁 (1861~1865), 오스트리아-프로이센 전쟁 (1866), 프랑스-프로이센 전쟁 (1870)의 사건 보도로 명성을 얻었으며, 이 모두가 발행부수를 늘리는 데 기여했다.
《런던 이브닝 스탠더드》는 매년 열리는 이브닝 스탠더드 시어터 상을 1950년대부터 후원하고 있다. 또한 역시 매년 열리는 이브닝 스탠더드 펍 오브 더 이어 (2007년 폐지)와 이브닝 스탠더드 브리티시 필름 상을 1970년대부터 수여하고 있다.